# 18 Pages
18 Pages er en indisk film fra 2022 af Palnati Surya Pratap.

## Medvirkende
- Nikhil Siddhartha som Siddhu
- Anupama Parameswaran som Nandini
- Dinesh Tej som Dr Sandeep.B
- Sarayu Roy som Bhagi
- Ajay som Rakesh Talwar
- Posani Krishna Murali som Padmanabham